# When We Don't Exist
| Críticas profissionais | Críticas profissionais |
| Avaliações da crítica  | Avaliações da crítica  |
| Fonte                  | Avaliação              |
| ---------------------- | ---------------------- |
| AbsolutePunk           | 49%                    |

When We Don't Exist é o álbum de estréia da banda de metalcore americana Like Moths to Flames. A partir de 2012, vídeos de música foram produzidos para as músicas "You Won't Be Missed," e "The Worst In Me,", e um vídeo ao vivo da música "GNF".

## Faixas
| N.º            | Título                                    | Duração |  |
| 1.             | "The Worst in Me"                         | 4:14    |  |
| 2.             | "GNF" (Danny Leal do Upon a Burning Body) | 2:57    |  |
| 3.             | "No Hope"                                 | 3:10    |  |
| 4.             | "You Won't Be Missed"                     | 3:11    |  |
| 5.             | "Faithless Living"                        | 3:16    |  |
| 6.             | "Your Existence"                          | 3:03    |  |
| 7.             | "Trophy Child"                            | 2:28    |  |
| 8.             | "My Own Grave"                            | 3:13    |  |
| 9.             | "Something to Live For"                   | 3:37    |  |
| 10.            | "Real Talk"                               | 3:21    |  |
| 11.            | "Praise Feeder"                           | 3:21    |  |
| Duração total: | Duração total:                            | 35:57   |  |

## Créditos
- Chris Roetter – vocal
- Zach Huston – guitarra principal
- Eli Ford – guitarra base
- Aaron Evans – baixo
- Lance Greenfield – bateria, percussão